# Ribadelago
Ribadelago (en asturleonés senabrés Riballagu) es una localidad española del municipio de Galende, en la provincia de Zamora, comunidad autónoma de Castilla y León.

## Geografía
Se encuentra ubicado en la comarca de Sanabria, al noroeste de la provincia de Zamora. Pertenece al municipio de Galende, junto con las localidades de Cubelo, Galende, Ilanes, Moncabril, Pedrazales, El Puente, Rabanillo, Ribadelago Nuevo, San Martín de Castañeda y Vigo.
Ribadelago se encuentra situado en pleno parque natural del Lago de Sanabria, el mayor lago de origen glaciar de España, además de un espacio natural protegido de gran atractivo turístico.

## Etimología
Su nombre deriva de la conjunción de los vocablos riba y lago unidos por la preposición de. Esta denominación derivaría del leonés, debiendo entenderse el riba como parte alta, escarpe o talud de ribera.

## Antecedentes históricos
El pueblo de Ribadelago fue fundado por los frailes de la Orden del Abad Juan, el cual venía de Córdoba. Estos frailes llegaron huyendo del acoso musulmán, al que los cristianos eran sometidos en el Califato cordobés. El asentamiento de Ribadelago lo efectaron con gentes que le acompañaron desde tierras andalusíes. Esta población de colonos que se pusieron al servicio de los frailes, se asentó en la parte superior de la ribera del lago, en tiempos en que reinaba Ordoño II de León, sobre el año 920.
En la Edad Moderna, Ribadelago fue una de las localidades que se integraron en la provincia de las Tierras del Conde de Benavente y dentro de esta en la receptoría de Sanabria. No obstante, al reestructurarse las provincias y crearse las actuales en 1833, la localidad pasó a formar parte de la provincia de Zamora, dentro de la Región Leonesa, quedando integrado en 1834 en el partido judicial de Puebla de Sanabria. En torno a 1850, el antiguo municipio de Ribadelago se integró en el de Galende.
Ya en el siglo XX, esta aldea junto a San Martín de Castañeda, sirvió de inspiración a Miguel de Unamuno para escribir la novela San Manuel Bueno, mártir. Además es una de las fuentes de origen de la leyenda del lago de Sanabria, que la tradición oral ha conservado para explicar el origen del lago y la desaparición del pueblo de Villaverde de Lucerna.

### Catástrofe del embalse de Vega de Tera
El pueblo se hizo tristemente famoso el día 9 de enero de 1959, cuando fue arrasado por unos 8 millones de metros cúbicos de agua procedente de la rotura de la presa mal construida de Vega de Tera, provocándose una de las mayores catástrofes debidas a la rotura de una presa.
De los 549 habitantes que tenía el pueblo en aquel momento murieron 144, pudiendo recuperarse tan sólo 28 cuerpos. Las cruces en el pueblo viejo recuerdan las ausencias. Familias enteras perecieron, y el pueblo quedó completamente destruido a excepción de unas pocas casas. Tras la catástrofe, que captó la atención de periodistas y fotógrafos, se inició una campaña solidaria de nivel internacional. Las responsabilidades nunca se depuraron a fondo.
En vez de reconstruirse el pueblo en su lugar original se eligió un nuevo emplazamiento, conocido como Ribadelago Nuevo y denominado entonces oficialmente Ribadelago de Franco, en honor al entonces dictador de España Francisco Franco. 
El pueblo antiguo conserva interesantes ejemplos arquitectónicos, desde el Ayuntamiento y las escuelas (actual consultorio de atención primaria sanitaria) hasta la iglesia o las viviendas. Sin embargo, el conjunto arquitectónico del pueblo nuevo resulta completamente fuera de lugar pues se construyó siguiendo los modelos de un pueblo andaluz, con unas características muy alejadas de las autóctonas, muy poco apropiadas para las características del entorno, climáticas y paisajísticas.
El pueblo antiguo, que no llegó a ser abandonado totalmente, actualmente está siendo recuperado. En la actualidad, la población se divide entre los dos asentamientos, siendo éstos el pueblo nuevo, con 104 habitantes, y el pueblo antiguo, con 37 habitantes. Los nombres usados en el dialecto local son -respectivamente-  "Al Puobro Viello" y "Al Puobro Nuovo".

#### Actos benéficos
- El Real Madrid jugó un encuentro amistoso contra el Fortuna de Düsseldorf para recaudar dinero para las víctimas de la tragedia.
- Se celebró una carrera ciclista en Montjuïc para recaudar fondos para los damnificados de Ribadelago.

## Patrimonio lingüístico
El dialecto tradicional del pueblo es el llamado "senabrés" o "pachuocu" que según los expertos es una variedad local del leonés con algunos rasgos de transición al gallego. Este dialecto ha ido perdiendo fuerza en relación con el castellano a lo largo de las últimas décadas, si bien aún es conocido y hablado por parte de los ribalagueses, especialmente por los de edad más avanzada. En la obra "Leyendas, cuentos y romances de Sanabria" de Luis Cortés Vázquez se pueden encontrar muestras de la lengua tradicional de esta localidad.

## Economía
Agricultura, ganadería. En 1876 se inauguró el Establecimiento de Baños de Bouzas, explotando una de las fuentes de aguas sulfurosas de la zona. En la hospedería de este antiguo balneario se alojaron importantes personalidades como el filósofo y ensayista Miguel de Unamuno. En la actualidad solo quedan restos del antiguo balneario (pilón y dos bañeras de piedra) y el edificio de la hospedería, que se mantuvo abierta hasta mediados del siglo XX.